# XIII (stripreeks)
XIII ("dertien") is een avontuurlijke stripreeks, oorspronkelijk geschreven door Jean Van Hamme en getekend door William Vance. De albums worden uitgegeven bij Dargaud. 
Het verhaal werd sinds het album De Laatste Ronde (2007) afgesloten voor Jean Van Hamme en door medische problemen ook voor William Vance. De reeks werd, zij het met een totaal nieuwe plotlijn, voortgezet door twee nieuwe auteurs: Iouri Jigounov (tekeningen) en Yves Sente (scenario). Hun eerste album, nummer 20 in de reeks, heet 'Mayflower Day' en werd in november 2011 uitgegeven.
Uitgeverij Dargaud ging in 2008 door met een nieuwe serie, een spin-off: XIII Mystery. Hier wordt telkens een van de hoofdpersonages uit de reguliere serie belicht. Per album wordt er met een nieuw team van scenarist en tekenaar gewerkt, onder supervisie van de originele scenarist Jean Van Hamme. De verschijningsratio is ongeveer één nieuw album per jaar.

## Verhaallijn
XIII is de hoofdfiguur van de gelijknamige strip. De reeks bestaat uit 19 delen die in verschillende verhaallijnen zijn op te splitsen, die steeds zijn gegrondvest op de voorgaande episodes. Elk afzonderlijk album heeft weliswaar een eigen setting en subplot, maar is desalniettemin niet los te lezen van de andere delen.
De eerste vijf albums vertellen het verhaal van een man met geheugenverlies die wordt verdacht van moord. Het blijkt dat hij een bijzonder professioneel opgeleide agent is (in gevechtstechnieken en -strategieën, diplomatieke inzichten, talen enz.). Door de verhalen heen neemt hij verschillende identiteiten aan op zijn zoektocht naar zijn ware identiteit. De identiteiten worden hem meestal aangemeten door de verschillende Amerikaanse geheime diensten, die elkaar overigens 'tot de dood toe' tegenwerken. Telkens is er een reden te vinden waarom XIII toch niet de persoon is die men dacht en zijn geheugen komt niet terug.
In het eerste album blijkt XIII betrokken te zijn (geweest) bij een samenzwering, die aan het einde van het vijfde album lijkt te worden opgelost. De daaropvolgende drie albums hebben als hoofdverhaallijn de zoektocht naar de ware identiteit van XIII en zijn verleden. Tijdens deze zoektocht blijkt de leider van de samenzwering nog steeds in leven te zijn, en deze probeert XIII te doden. Het negende album begint als XIII vertrekt naar het (fictieve) Zuid-Amerikaanse land Costa Verde, waar hij tegen wil en dank bij een revolutie betrokken raakt. Deze verhaallijn komt tot een climax in het elfde album, wanneer XIII zijn — waarschijnlijke — ware vader leert kennen.
Album 12 beëindigt schijnbaar definitief de nog lopende verhaallijnen die begonnen in eerdere albums, en het daaropvolgende album is dan ook een soort samenvatting van eerdere gebeurtenissen, met achtergrondmateriaal. De huidige verhaallijn begon in album 14 en vertelt voornamelijk het verhaal van de familie van XIII, en tegelijkertijd dat van het complot geleid door NSA-leider Frank Giordino tegen XIII en zijn vrienden.
Drie albums zijn bijzonder:
- album 13 ("Het onderzoek"), dat meer een graphic novel is, en dat een overzicht geeft van het voorafgaande verhaal en van alle personages. Dit album is ook bijzonder omdat het heel wat dikker is dan alle andere.
- album 13bis ("Het onderzoek: Tweede deel"), vergelijkbaar met album 13. Alleen gaat het ditmaal over de personages van album 14 tot 19.[1]
- album 18 ("De Ierse versie"), dat een soort verhaal in het verhaal is. Dit album heeft ook een andere tekenaar: Jean Giraud.

Naar album 13 en 18 wordt in het verhaal zelf verwezen, en ze spelen daarin ook een belangrijke rol.

## Origineel of plagiaat
Het verhaal omtrent de identiteit van een drenkeling is niet uniek. De situatie in The Bourne Identity van de schrijver Robert Ludlum komt opvallend overeen met XIII. In de media is wel geschreven dat bij XIII sprake zou zijn van plagiaat.

## Hoofdpersonages
- XIII: Het titelpersonage lijdt aan totaal geheugenverlies. Hij ontdekt al snel dat hij verdacht wordt van de moord op president William Sheridan. Doorheen de albums probeert hij zowel zijn geheugen te herwinnen als te achterhalen wat de ware toedracht rond de moord op de president is. Zijn geheugen komt weliswaar niet terug, maar hij komt geleidelijk aan wel steeds meer te weten over wie hij is. Zijn ware naam is Jason Mullway. Doordat hij evenwel al op jonge leeftijd na de dood van zijn moeder en de verdwijning van zijn vader werd geadopteerd door Jonathan MacLane, een neef van zijn vader Sean Mullway, draagt hij officieel de naam Jason MacLane.
- Generaal Benjamin (Ben) Carrington: Hij bekleedt een hoge functie als militair in het Pentagon. Hij is ervan overtuigd dat XIII onschuldig is en hij helpt hem dan ook om zijn geheugen terug te vinden.
- Jones: Zij is de assistente van Carrington en ze werd eveneens door hem opgeleid. Als vaste partner staat ze XIII overal bij. Zij is een bedreven piloot, zowel voor vliegtuigen als helikopters. Waar zij in de eerste verhalen nog luitenant is, is zij inmiddels opgeklommen tot de rang van kolonel.
- Mangoest: De aartsvijand van XIII is een huurmoordenaar die voor niets bang is. Aanvankelijk noemen ze hem Schreiner, omdat hij leerjongen is bij een Berlijnse schrijnwerker, dit wordt onthuld in XIII mystery: De Mangoest. Hij is ingehuurd door nummer I om XIII te doden. Door een kogel van de Mangoest is XIII zijn geheugen verloren.
- Kolonel Amos: Hij moest de moord op William Sheridan oplossen en verdenkt daarvoor eerst XIII, maar die kon ontsnappen. Nadat voor hem duidelijk werd dat XIII onschuldig was, hielp hij hem in plaats van hem te arresteren.
- Wally Sheridan: President van de VS. Zijn broer William werd vermoord door Steve Rowland in opdracht van nummer I.
- Betty Barnowski: een - inmiddels voormalig - militair die XIII leert kennen tijdens een undercovermissie en die hem sindsdien regelmatig helpt.
- Markies De Préseau: een oude, vriendelijke, Franse aristocraat die XIII vaak te hulp schiet. Via XIII leert hij Betty Barnowski kennen, met wie hij sindsdien een relatie heeft.
- Felicity Brown: een gevaarlijke opportuniste die het geweld niet schuwt om haar zin te krijgen. Eerder toevallig kruist haar pad meerdere keren dat van XIII, waarbij ze elkaar stokken in de wielen steken.
- Stephen G. Dundee: Verschijnt alleen in het 13de album. Opvallend is dat hij zowel in XIII als in Largo Winch een rol speelt.

## Geschiedenis
XIII verscheen voor het eerst op 7 juni 1984 in het tijdschrift Spirou/Robbedoes. De strip werd geschreven door Jean van Hamme met tekeningen van William Vance. Toen Van Hamme stopte, mocht Vance een opvolger kiezen. Wegens De Janitor koos hij voor Yves Sente, die ook akkoord ging. Sente schreef een nieuw verhaal, maar na een paar pagina's te tekenen, stopte Vance ermee. Hij was ziek en kon niet meer met de druk omgaan. Vance zocht dan een nieuwe tekenaar. Sente suggereerde Iouri Jigounov, waarna hij het nieuwe verhaal afmaakte.

## Albums
| Nummer           | Titel                           | Jaar van uitgave | Schrijver(s)            | Tekenaar(s)                                                |
| Eerste cyclus    | Eerste cyclus                   | Eerste cyclus    | Eerste cyclus           | Eerste cyclus                                              |
| ---------------- | ------------------------------- | ---------------- | ----------------------- | ---------------------------------------------------------- |
| 1                | Zwarte vrijdag                  | 1984             | Jean Van Hamme          | William Vance                                              |
| 2                | Waar de indiaan gaat            | 1985             | Jean Van Hamme          | William Vance                                              |
| 3                | Alle tranen van de hel          | 1986             | Jean Van Hamme          | William Vance                                              |
| 4                | Spads                           | 1987             | Jean Van Hamme          | William Vance                                              |
| 5                | Rood alarm                      | 1988             | Jean Van Hamme          | William Vance                                              |
| 6                | Het dossier Jason Fly           | 1989             | Jean Van Hamme          | William Vance                                              |
| 7                | De nacht van 3 augustus         | 1990             | Jean Van Hamme          | William Vance                                              |
| 8                | Dertien contra een              | 1991             | Jean Van Hamme          | William Vance                                              |
| 9                | Voor Maria                      | 1992             | Jean Van Hamme          | William Vance                                              |
| 10               | El Cascador                     | 1994             | Jean Van Hamme          | William Vance                                              |
| 11               | Drie zilveren horloges          | 1995             | Jean Van Hamme          | William Vance                                              |
| 12               | Het vonnis                      | 1997             | Jean Van Hamme          | William Vance                                              |
| 13               | The XIII mystery: Het onderzoek | 1999             | Jean Van Hamme          | William Vance                                              |
| 13bis            | Het onderzoek: Tweede deel      | 2018             | Jean Van Hamme          | Jean Giraud, William Vance & Philippe Xavier               |
| 14               | Staatsgevaarlijk!               | 2000             | Jean Van Hamme          | William Vance                                              |
| 15               | Laat de honden los!             | 2002             | Jean Van Hamme          | William Vance                                              |
| 16               | Operatie Montecristo            | 2004             | Jean Van Hamme          | William Vance                                              |
| 17               | Het goud van Maximiliaan        | 2005             | Jean Van Hamme          | William Vance                                              |
| 18               | De Ierse versie                 | 2007             | Jean Van Hamme          | Jean Giraud                                                |
| 19               | De laatste ronde                | 2007             | Jean Van Hamme          | William Vance                                              |
| Tweede cyclus    |                                 |                  |                         |                                                            |
| 20               | Mayflower Day                   | 2011             | Yves Sente              | Iouri Jigounov                                             |
| 21               | Het lokaas                      | 2012             | Yves Sente              | Iouri Jigounov                                             |
| 22               | Terug naar Greenfalls           | 2013             | Yves Sente              | Iouri Jigounov                                             |
| 23               | De boodschap van de martelaar   | 2014             | Yves Sente              | Iouri Jigounov                                             |
| 24               | De erfenis van Jason MacLane    | 2016             | Yves Sente              | Iouri Jigounov                                             |
| 25               | The XIII history                | 2019             | Yves Sente              | Iouri Jigounov                                             |
| 26               | 2132 meter                      | 2019             | Yves Sente              | Iouri Jigounov                                             |
| 27               | Geheugen opgeladen              | 2021             | Yves Sente              | Iouri Jigounov                                             |
| 28               | Cuba, waar alles begon          | 2022             | Yves Sente              | Iouri Jigounov                                             |
| 29               | Moskou - Spaso House            | 2024             | Yves Sente              | Iouri Jigounov                                             |
| The XIII Mystery |                                 |                  |                         |                                                            |
| 1                | De mangoest                     | 2008             | Xavier Dorison          | Ralph Meyer                                                |
| 2                | Irina                           | 2009             | Eric Corbeyran          | Philippe Berthet                                           |
| 3                | Little Jones                    | 2010             | Yann                    | Eric Henninot                                              |
| 4                | Kolonel Amos                    | 2011             | Alcante                 | François Boucq                                             |
| 5                | Steve Rowland                   | 2012             | Fabien Nury             | Richard Guerineau                                          |
| 6                | Billy Stockton                  | 2013             | Laurent-Frédéric Bollée | Steve Cuzor                                                |
| 7                | Betty Barnowsky                 | 2014             | Callède                 | Sylvain Vallée                                             |
| 8                | Martha Shoebridge               | 2015             | Giroud                  | Colin Wilson                                               |
| 9                | Felicity Brown                  | 2015             | Matz                    | Christian Rossi                                            |
| 10               | Calvin Wax                      | 2016             | Fred Duval              | Corentin Rouge                                             |
| 11               | Jonathan Fly                    | 2017             | Luc Brunschwig          | Olivier TaDuc                                              |
| 12               | Alan Smith                      | 2018             | Pecqueur                | Philippe Buchet                                            |
| 13               | Judith Warner                   | 2018             | Jean Van Hamme          | Olivier Grenson                                            |
| 14               | Valstrikken en emoties          | 2024             | Jean Van Hamme          | Jigounov - Callède - Xavier - Henriet - Toussaint - Mikaël |

## Computerspel
- Er bestaat ook een XIII-computerspel dat is gebaseerd op de eerste vijf albums. Het is uitgebracht door Ubisoft in 2003. Het is vooral bekend vanwege zijn speciale tekenstijl, namelijk Cel shading, waardoor het spel op een strip lijkt.

## Miniserie
De strip is ook bewerkt tot een miniserie van twee afleveringen en bevat de verhaallijn tot en met het vijfde album, 'Rood alarm'. De serie is uitgebracht op 6 oktober 2008.
Het verhaal wijkt op sommige punten af van de strip:
- Het verhaal is geactualiseerd (op de achtergrond zijn de oorlogen in Irak en Afghanistan, niet in Vietnam)
- XIII wordt gevonden in een boom met een parachute aan.
- Bij de fotowinkel raakt XIII bevriend met de uitbaatster, zij wordt zijn enige vriend die hij kan vertrouwen.
- XIII kent af en toe flashes uit het verleden, waardoor hij enkele hoge leden (weer) kent.
- De tatoeages zijn zwarte Romeinse cijfers. In de stripreeks lijken ze meer een brandmerk.

Het verhaal kent een open einde.

### Verhaal
Een man wordt neergeschoten op een boot en strandt halfdood op een strand. Een bejaard echtpaar vindt hem en lapt hem op. De man, Abe, merkt op dat de man zonder geheugen (XIII) een professional moet zijn, wanneer XIII, die amper kan wandelen, hem in een oogopslag tegen de grond gooit. 
In een horloge dat XIII bij heeft, zit een chip die gecodeerd is. Hij weet niet dat deze chip eigenlijk een manier is om de houder ervan te traceren (bedoeld om nummer I te traceren). Wanneer XIII op het internet zoekt naar een mogelijke toegangscode, wordt hij getraceerd en moet hij vluchten. Hij gaat richting New York, omdat hij in de auto waarmee hij gevlucht is, een foto gevonden heeft. Eenmaal bij de fotoshop aangekomen, breekt hij eerst de arm van de ex van de uitbaatster. Zij vertelt hem dat de vrouw op de foto Kim Rowland is. 
Wanneer XIII in haar appartement aankomt, blijkt hij opgewacht te worden. Hij kan ontsnappen met een foto en een zinnetje "waar de indiaan gaat". Vlak voordat hij uit het appartement van Kim Rowland ontsnapt, ziet hij agent Jones, die hij niet meer herkent als zijn 'field contact' van de missie. Terug bij de fotoshop krijgt hij nog andere foto's te zien en vindt hij de plaats waar Kim Rowland verblijft. Kolonel Amos denkt het bewijs gevonden te hebben dat XIII de moordenaar is van president Sheridan.
Wanneer hij bij Kim aankomt merkt hij dat hij wordt opgewacht door generaal Carrington en Kim Rowland. Daar krijgt hij te horen dat hij Steve Rowland niet is, maar iemand die zich vrijwillig aanmeldde. Kim wordt daar doodgeschoten. Kolonel Amos, die het onderzoek leidt, heeft inmiddels XIII weten te lokaliseren en probeert via allerlei onfrisse manieren zijn geheugen terug te optimaliseren, wat mislukt. Vlak voor de ontsnapping van XIII wordt hij bijna vermoord door iemand anders van de XX. Hij is hem te snel af en met hulp van Jones ontsnapt hij via het dak. Zo komt hij bij een onderduikadres dat generaal Carrington hem verschaft. Hij krijgt er ook het volledige verhaal te horen en een naam en enkele foto's van zichzelf, Ross Tanner, zijn vrouw en zijn dochter, die beiden dood zijn. XIII stuurt deze foto's op naar zijn vriendin in New York, eigenares van de fotoshop, om te achterhalen waar de foto's zijn gemaakt.
Vanaf dan probeert XIII mee te werken aan het plan van generaal Carrington, namelijk de aanslagen van de XX te verijdelen. Eerst doet hij dat door in een 'verlaten legerkamp' naar sporen te zoeken voor mogelijke doelwitten. Hij ziet daar een vrouw (XX) die een chemische bom maakt. Hij weet echter niet waar zij deze bom zal leggen. Dit bezoek leidt XIII al snel naar een verlaten fabrieksgebouw waar de hoge leden van de samenzwering vergaderen. De Mangoest is er ook, om XIII, die intussen een van de hoogste samenzweerders van het complot ontdekt heeft, op te sporen en te doden. Nadat hij een deel van het gesprek afluistert, vindt de Mangoest hem en na een gevecht wordt de Mangoest in een brandende bak gegooid. 
Uit het gesprek weet XIII wel waar de bom van nummer XX gelegd zal worden. Wanneer hij de bom dan onschadelijk maakt is het verkiezingsdag. Wally Sheridan, broer van de vermoorde president, wint de verkiezingen. Daaropvolgend worden de verschillende hoge personen ingerekend. De meesten plegen zelfmoord, ook de naaste medewerker van vicepresident Galbrain (president sinds de moord op Sheridan). Hij schiet zichzelf door het nummer, waardoor het lijkt dat hij nummer I is. Bij de anderen vinden ze alleen een nummer hoger dan II en lager dan X, behalve bij president Galbrain, hij heeft geen nummer. 
Na de verkiezingen vertrekt XIII naar Japan om zijn gezicht te laten herstellen. Wanneer hij 'president-elect' Sheridan een toespraak ziet houden, herinnert hij zich opeens dat hij nummer I is. Tegelijk wordt bij een autopsie de wonde toegenaaid, waarop te zien is dat de naaste medewerker nummer II is. XIII krijgt ook een telefoon met het bericht dat de foto's die hij kreeg vals zijn. Daarop beslist XIII direct terug naar de VS te gaan.